# José Belchior Pinto Garcez
José Belchior Pinto Garcez (Bragança, 21 de junho de 1842 — Souto Maior (Trancoso), 27 de julho de 1911) foi um oficial general do Exército Português e político, que, entre outras funções de relevo, foi deputado às Cortes e comandante militar dos Açores.

## Biografia
Nasceu em Bragança, filho de Belchior José Garcez, futuro oficial general que em 1860 seria Ministro e Secretário de Estado dos Negócios da Guerra do 25.º governo da Monarquia Constitucional, e de sua esposa, Ana Carlota Pinto Cardoso de Sá Ferreira Pimentel.
Destinado à vida militar, como seu pai, em 1861 assentou praça como voluntário no Batalhão de Caçadores n.º 5, matriculando-se no Real Colégio Militar onde cursou a arma de Cavalaria. Na sua carreira militar foi promovido a alferes em 1865, a tenente em 1867, a capitão em 1874, a major em 1885, a tenente-coronel em 1888, a coronel em 1892 e a general-de-brigada em 1900, posto em que se reformou em 1908.
Serviu em vários regimentos de cavalaria e em 1888 foi nomeado segundo-comandante do Batalhão n.º 2 da Guarda Fiscal, com sede em Coimbra. Comandou o Regimento de Cavalaria n.º 8 e o Regimento do Príncipe Real, na Beira Baixa. Como general de brigada foi inspetor das unidades militares do Ultramar.
Foi eleito deputado nas eleições gerais de 25 de novembro de 1900, como independente nas listas do Partido Progressista pelo círculo eleitoral de Trancoso. Tomou juramento a 7 de janeiro de 1901, mas não se conhece qualquer intervenção relevante nas Cortes.
Como general de brigada, em 1902 foi nomeado para o comando da 2.ª Brigada de Cavalaria, aquartelada em Elvas. Por decreto de 21 de outubro de 1903 foi nomeado governador do Fortaleza de São João Baptista, em Angra do Heroísmo e Comandante Militar dos Açores. Exerceu estes cargos até ser exonerado, por decreto de 6 de setembro de 1906, passando a governador da Praça-forte de Elvas, onde manteve até se reformar em 1908.
A sua nomeação para a Angra do Heroísmo, lugar sempre pouco desejado pelos militares, foi considerada, na época, uma vingança política, na sequência da sua eleição em 1900 para deputado independente nas listas do Partido Progressista. No período em que esteve em Angra do Heroísmo participou na elaboração de um projeto de molhe-cais para o Porto das Pipas, daquela cidade, que não chegou a ser construído.
Foi promovido a general de divisão a 31 de outubro de 1908, mas julgado incapaz para o serviço, passou à situação de reformado a 14 de novembro daquele ano. Retirou-se para Trancoso, de onde era natural a sua esposa. Faleceu em Trancoso em 29 de julho de 1911. 
Foi feito comendador da Ordem Militar de Aviz em 1891 e elevado a grande oficial da mesma ordem em 1902.